# Casey Deidrick
Casey Jon Deidrick (Santa Clara, 25 aprile 1987) è un attore e cantante statunitense.
Noto per i suoi ruoli di Chad DiMera in Il tempo della nostra vita, di Tommy in Eye Candy e di Max Parish in In the Dark.

## Biografia
Deidrick è nato a Santa Clara (California) ed è figlio dell'elettricista Barry Jon Deidrick e di un'infermiera Denise Deck. I suoi genitori divorziarono quando lui aveva tre anni. Inizialmente viveva con sua madre, ma quando aveva sette anni lei si trasferì in Arizona e lui passò alle cure di suo padre a Hollister (California). Dopo il primo anno di scuola superiore, raggiunse sua madre, che ora viveva a Highlands Ranch in Colorado. Deidrick ha quattro fratellastri più giovani: Amy e Jake da suo padre e dalla sua matrigna, e due sorellastre, Micayla e Nikole da sua madre e di suo patrigno. Deidrick ha frequentato per un anno il Metropolitan State College di Denver, specializzandosi in teatro e psicologia. Nel 2012, Deidrick ha adottato un cane husky siberiano a cui ha dato il nome di Nanuk.
Deidrick era anche il cantante degli Unclean nella band heavy metal chiamata And Still I Rise.

### Carriera
Dopo aver partecipato come guest star a serie tv come 90210 e I maghi di Waverly, arriva la svolta nella sua carriera quando nel 2009 è entrato nella soap opera Il tempo della nostra vita nel ruolo di Chad DiMera. Uscito dalla soap nel 2013, nel 2015 è diventato uno dei protagonisti della serie tv Eye Candy assieme a Victoria Justice. Nel 2017 ha preso parte come guest star nella serie tv di successo Teen Wolf nel ruolo del lupo mannaro Halwyn. Nel 2018 è stato protagonista della serie tv Driven assieme ad Olivia Grace Applegate. Dal 2019 al 2022 è stato nel cast della serie tv In the Dark nel ruolo di Max Parish.

## Filmografia

### Cinema
- Settle, regia di Michael Adam Hamilton - cortometraggio (2009)
- I Am Not a Hipster, regia di Destin Daniel Cretton (2012) - non accreditato
- Running Up That Hill, regia di Robert Adamson - cortometraggio (2013)
- American Satan, regia di Ash Avildsen (2017)
- Dog Days, regia di Ken Marino (2018)
- Painter, regia di Cory Wexler Grant (2020)
- The Friendly, regia di Jason Strickland (2024)

### Televisione
- 90210 – serie TV, episodio 1x16 (2009)
- I maghi di Waverly (Wizards of Waverly Place) – serie TV, episodio 2x19 (2009)
- Body of Proof – serie TV, episodio 2x16 (2012)
- Glee – serie TV, episodio 4x19 (2013)
- Revolution – serie TV, episodio 1x15 (2013)
- Il tempo della nostra vita (Days of Our Lives) – serial TV, 362 episodi (2009-2013)
- Eye Candy – serie TV, 10 episodi (2015)
- Il ritorno di un amore (Advance & Retreat), regia di Steven R. Monroe – film TV (2016)
- A Midsummer's Nightmare, regia di Gary Fleder – film TV (2017)
- Teen Wolf – serie TV, episodi 6x11-6x12-6x18 (2017)
- Driven – serie TV, 6 episodi (2018)
- Now Apocalypse – serie TV, episodio 1x07 (2019)
- Into the Dark – serie TV, episodio 2x11 (2021)
- Il mio trentesimo Natale (A Very Merry Bridesmaid), regia di David I. Strasser – film TV (2021)
- In the Dark – serie TV, 48 episodi (2019-2022)
- Wedding Season, regia di David Weaver – film TV (2023)